# Perry's Chemical Engineers' Handbook
Perry's Chemical Engineers' Handbook, ook gekend als Perry's handbook, Perry's of De Bijbel der scheikundig ingenieurs, is een handboek voor onder meer scheikundig ingenieurs, dat voor het eerst gepubliceerd werd in 1934. De recentste editie is de negende editie, die gepubliceerd werd in juli 2018.

## Inhoud
In het boek worden diverse onderwerpen gerelateerd aan chemical engineering behandeld: fysische eigenschappen van chemicaliën en andere materialen, thermodynamica, warmteoverdracht, stoftransport, vloeistofmechanica, chemische kinetiek, beschrijving van chemische reactoren, opslag van vloeistoffen, warmtewisselaars, psychometrie, de studie van mengsels van damp en vloeistof, distillatie, gasabsorptie, extractie, adsorptie, ionuitwisseling, afvalmanagement, kostprijscalculatie etc.